# West Dorset
Il West Dorset era un distretto del Dorset, Inghilterra, Regno Unito, con sede a Dorchester.
Il distretto fu creato con il Local Government Act 1972, il 1º aprile 1974 dalla fusione dei borough di Bridport, Dorchester e Lyme Regis col Distretto urbano di Sherborne e i distretti rurali di Beaminster, Bridport, Dorchester e Sherborne. Nel 2019 fu eliminato.

## Parrocchie civili
| - Abbotsbury - Allington - Alton Pancras - Askerswell - Athelhampton - Batcombe - Beaminster - Beer Hackett - Bettiscombe - Bincombe - Bishop's Caundle - Bothenhampton - Bradford Abbas - Bradford Peverell - Bradpole - Bridport - Broadmayne - Broadwindsor - Buckland Newton - Burleston - Burstock - Burton Bradstock - Castleton - Catherston Leweston - Cattistock - Caundle Marsh - Cerne Abbas - Charminster - Charmouth - Chedington - Cheselbourne - Chetnole - Chickerell - Chideock - Chilcombe - Chilfrome - Clifton Maybank - Compton Valence - Corscombe - Crossways - Dewlish - Dorchester - East Chelborough - Evershot - Fleet - Folke | - Frampton - Frome St. Quintin - Frome Vauchurch - Goathill - Godmanstone - Halstock - Haydon - Hermitage - Hilfield - Holnest - Holwell - Hooke - Kingston Russell - Langton Herring - Leigh - Leweston - Lillington - Littlebredy - Litton Cheney - Loders - Long Bredy - Longburton - Lyme Regis - Maiden Newton - Mapperton - Marshwood - Melbury Bubb - Melbury Osmond - Melbury Sampford - Melcombe Horsey - Minterne Magna - Mosterton - Netherbury - Nether Cerne - Nether Compton - North Poorton - North Wootton - Oborne - Osmington - Over Compton - Owermoigne - Piddlehinton - Piddletrenthide - Pilsdon - Portesham - Powerstock | - Poxwell - Poyntington - Puddletown - Puncknowle - Purse Caundle - Rampisham - Ryme Intrinseca - Sandford Orcas - Seaborough - Sherborne - Shipton Gorge - South Perrott - Stanton St. Gabriel - Stinsford - Stockwood - Stoke Abbott - Stratton - Swyre - Sydling St. Nicholas - Symondsbury - Thorncombe - Thornford - Tincleton - Toller Fratrum - Toller Porcorum - Tolpuddle - Trent - Up Cerne - Warmwell - West Chelborough - West Compton - West Knighton - West Stafford - Whitcombe - Whitechurch Canonicorum - Winterborne Came - Winterborne Herringston - Winterborne Monkton - Winterborne St. Martin - Winterbourne Abbas - Winterbourne Steepleton - Woodsford - Wootton Fitzpaine - Wraxall - Wynford Eagle - Yetminster |